# 黃中原
黃中原（英語：China Huang，1968年9月8日—），台灣男歌手、音樂創作人。較為熟知的歌曲包括《斷念》、《予取予求》、《遙遠》、《絕口不提!愛你》等。其表妹彭佳慧為台灣著名女歌手。

## 個人專輯
- 1997年 《斷念》（波麗佳音）
- 2000年 《遙遠》（大宇國際唱片）
- 2006年 《紅布條》（多利安娛樂）

## 合輯
- 1999年 黃中原+黃大煒+謝霆鋒+游鴻明《魔霆痴狂》（大宇國際唱片）
- 2003年 黃中原+傅薇《麻辣鴛鴦夜總會》（海蝶音樂）

## 個人創作

### 1996年
- 葉蒨文 - 我自己飛（曲）
- 葉蒨文 - 一個人（詞、曲）
- 張衛健 - 迷惑（詞、曲）
- 張衛健 - 天知道（詞、曲）
- 南方二重唱 - 整個世界都下雨（詞、曲）

### 1997年
- 林佳儀 - 藍色天堂（詞、曲）
- 林佳儀 - 冷雪（詞、曲）
- 許秋怡 - 情願讓你飛（詞、曲）
- 李蕙敏 - 多刺多情（曲）
- 葉蒨文 - 從容（詞、曲）
- 葉蒨文 - 只願為你付出（詞、曲）
- 鄭中基 - 絕口不提!愛你（詞、曲）
- 鄭秀文 - 承諾（曲）
- 陳奕迅 - 攤開雙手（曲）
- 陳奕迅 - 愛的傀儡（曲）
- 陳奕迅 - 我終於放開了她（曲）
- 黃乙玲 - 雨傘情（詞、曲）
- 張清芳 - 永遠的微笑（曲）
- 姜育恆 - 難由自己（曲）
- 王傑 - 別無所求（曲）
- 郭富城 - 希望你還好（曲）

### 1998年
- 林佳儀 - 薄荷酒（曲）
- 王傑 - 我就是我（曲）
- 王傑 - 我的唯一（曲）
- 王傑 - 關燈（曲）
- 黄磊 - 我想我是海（曲）
- 袁詠儀 - 分擔（曲）
- 陳曉東 - 貼心（曲）
- 錦繡二重唱 - 未了（曲）
- 關德輝 - 關不住我的心（曲）
- 李翊君 - 澄清（詞、曲）
- 許茹芸 - Don't Say Goodbye（曲）
- 梅艷芳 - 我看著寂寞長大（曲）
- 徐華鳳 - 一半一半 （曲）
- 徐華鳳 - 欲仙欲死 （曲）
- 周俊偉 - 鏡子（曲）

### 1999年
- 謝霆鋒 - 舊傷口（曲）
- 辛曉琪 - 讓你去飛（詞、曲）
- 康康 - 多餘（詞、曲）
- 黄大煒、謝霆鋒、游鴻明、黄中原 - 我們這裡還有魚（曲）

### 2000年
- 王傑 - 我想她（曲）
- 王傑 - 愛到末路（曲）
- 劉德華 - 享用我的姓（曲）
- 劉德華 - 不再愛了（詞、曲）
- 劉美君 - 好好過下去（曲）
- 萬芳 - 那夜（曲）
- 尹子維 - 鐵了心（曲）
- 郭富城 - 答應我（曲）
- 李翊君 - 嫁（曲）
- 李翊君 - 背叛自己（詞、曲）
- 林依輪 - 我只想好好愛你（曲）
- 羅嘉良 - 我的淚（曲）
- 羅嘉良 - 相見相愛傷害（曲）

### 2001年
- 康康 - 昨天我還年輕（詞、曲）
- 康康 - 圓夢（詞、曲）
- 蘇永康 - 我只想陪在你身旁（曲）
- 李克勤 - 弦外之音（曲）
- 洪愛莉 - 天空已經沒什麼好幻想的（詞）
- 劉德華 - 原來妳才是天堂（曲）

### 2002年
- 阿杜 - 你就像個小孩（曲）

### 2004年
- 江蕙 - 祝福（詞、曲）
- 阿杜 - 一首情歌（曲）

### 2005年
- 江蕙 - 陀螺（詞、曲）
- 黃乙玲 - 甲你作伴（曲）
- 陳好 - 風吹草動（曲）
- 罗时丰 - 难忘的情歌（词、曲）

### 2015年
- 吳奇隆 - 沙漠飛雪（詞）
- 葉祖新、黃世超、張思帆、楊世瀚 - 我就是我（詞）

### 2016年
- 吳奇隆 - 天生孤獨（詞）
- 吳奇隆 - 覆水難收（詞）
- 吳奇隆 - 愛得不夠（詞）
- 吳奇隆 - 不悔（詞）
- 吳奇隆 - 旅程（詞）
- 吳奇隆、劉詩詩 - 手牽手（詞）

### 2017年
- 黃中原 - 最害怕唱情歌（詞）- 2017.06.11 東方衛視《一粒红塵》電視劇插曲